# Amorphoscelidae
Amorphoscelidae, é uma família de mantis (insectos da ordem Mantodea), que contém 3 subfamílias e conta com 15 géneros. As suas espécies estão distribuídas pelo sul da Europa, África, Ásia e Australásia.

## Subfamílias
- Amorphoscelidinae

Géneros
- Amorphoscelis
- Bolivaroscelis
- Caudatoscelis
- Gigliotoscelis
- Maculatoscelis

- Paraoxypilinae

Géneros
*Cliomantis
*Exparoxypilus
*Gyromantis
*Metoxypilus
*Myrmecomantis
*Nesoxypilus
*Paraoxypilus
*Phthersigena
- Perlamantinae

Géneros
- Paramorphoscelis
- Perlamantis